# 寿安固伦公主
寿安固伦公主（1826年5月12日—1860年4月23日），道光帝第四女，嫡三女，也是长大成人的实际长女。生母为孝全成皇后钮祜禄氏。

## 生平
道光六年四月初六日（1826年5月12日）酉時，道光帝第四女出生，生母為孝全成皇后钮祜禄氏，宫中称为“四公主”。她亦是道光帝第三个嫡女。在实际长大成人的女儿中，最为年长。同時也是清朝最後一位由皇后嫡出的公主。
《造办处清档·如意馆》记载，在道光七年，道光皇帝曾谕令宫廷画家给四公主画过像，对比后来道光其他子女画像情况，道光对四公主画像的格外重视。因对四公主的画像不满意，还要求画家贺世魁重画，其文档记：道光七年“八月二十七日懋勤殿太监赵禄传旨：着贺世魁恭画四公主喜容一张（高三尺五寸、宽二尺二寸），钦此”。同年九月，道光皇帝又谕令贺世魁再为四公主画一张同样尺寸的“喜容”，这次为了提高画作水准，特意嘱咐让宫廷老画家沈焕负责画衣纹。档文记：“九月十二日懋勤殿太监赵禄传旨：着贺世魁恭画四公主喜容，衣纹着沈焕画一张（高三尺五寸、宽二尺二寸）。钦此。”
道光十九年，道光帝命军机大臣等传谕乾清宫内殿、圆明园总管太监知道：“嗣后无论官私大小事务，有应启知皇后者，除本宫、四阿哥、四公主事务外，其余俱著先行奏闻，皇后遇有交派事件，亦著俱奏，侯旨施行。”这道上谕中所说的四阿哥即后来的咸丰帝，四公主即寿安固伦公主。十月，内务府广储司为固伦公主下嫁需用的缎匹，派发三处织造处织办。
派江南：官用衣素三十匹，金黄杭细五十匹，月白绫四十匹。
派苏州：细布二千匹，内大红六百匹、蓝六百匹、白八百匹，上用大红妆缎四匹。
派杭州：上用大红锦十匹，月白花春绸一百匹。
道光二十年正月十一，其母孝全皇后去世。
道光二十一年二月，指配奈曼郡王之子、头等台吉德穆楚克扎布为额驸，德穆楚克扎布即道光帝女婿中出身最为显贵之人。是月，封寿安固伦公主。乙酉。谕内阁、敬徵奏、本年寿安固伦公主下嫁。酌拟应设官员。拨给户口章程。请将府第长史一员。由现任员外郎。内管领。副参领内拣选充补。其头等护卫一员。二等护卫二员。由副内管领、骁骑校、护军校内拣选充补。均令仍食原俸饷银。及身而止。其子孙亦不必随往当差。此四员即作为站项。无庸开缺。至三等护卫以下等员。请仍照旧章。于分给十二户护军披甲人内拣放。均食原饷。以符定制。俱著照所拟办理。又另片奏、会典内载固伦公主轿车。系用金黄盖、红帏、红缘盖角、金黄垂幨。著即照会典办理。又谕、此次寿安固伦公主下嫁。所有额驸应进一九礼。著照例在圆明园恭进。乙巳，礼部奏、寿安固伦公主下嫁应行礼仪。得旨、此次寿安固伦公主下嫁。升舆前著免其行礼。十月初三日，公主下嫁。婚后未往蒙古，与额驸在京城居住，夫妻感情极好。婚后与道光本人在公主结婚当年和第二年两次亲自到寿安公主府第，以示恩宠。
道光二十二年四月，孝全皇后病逝已经二十七个月，道光帝命寿安固伦公主与皇子们前往陵寝释服。实录记载为，“丁亥（初九日）。命皇四子奕詝、皇五子奕誴、皇六子奕䜣。诣孝全皇后陵寝行释服礼。”实际寿安公主同往行释服礼。
道光二十八年，其夫固伦额驸德木楚克扎布袭奈曼扎萨克郡王。
咸豐三年，王公及二三品以上大員的俸祿因鎮壓太平天國軍費浩繁而暫行停放，而嫡姐壽安及庶妹壽恩公主從道光二十六年起發放的五百兩補貼，都是由官房租庫提出後「出放世職官員等生息」所得的利銀，故而咸豐帝特許由廣儲司銀庫提取三千二百兩五錢按款賞給，直至王公世職俸祿恢復為止，接濟兩位公主。同年十二月，壽安及壽恩公主因當時軍需緊張而讓府內長史代為上奏，意欲效仿前代賢德公主，請求各自上交白銀1200兩至戶部銀庫，惟咸豐帝以公主家用不饒為由拒絕，並且說「家庭之內豈尚虛文」，做法不予提倡。咸豐五年四月，正逢壽安固倫公主30歲正壽，公主的禮物除了包含皇帝親筆題寫的御筆扁匾和對聯這類聯絡感情的物件外，又有象徵公主皇家身份的金黃緙絲金龍袍面一件、大紅緙絲花卉襯衣面一件等衣料，更有數量可觀的銀元寶及銀錁等，充分體現出咸豐帝對公主生辰的重視。
寿安公主擅于射箭，据醇亲王奕譞言，咸丰年间某日，在五福五代堂，咸丰命七弟醇亲王、八弟钟郡王、九弟孚郡王随四姐寿安固伦公主较射。咸丰悬五寸小鹄，寿安公主弯弓先射一发，中之。奕譞接着射，第二发才中。
咸丰十年闰三月初三日，公主薨逝，年僅三十五岁。咸丰帝亲自到公主府第赐奠，并下旨“朕姊寿安固伦公主、淑慎持躬。性敦孝友。仰承皇考皇妣恩眷。优渥逾恒。昨闻薨逝。良深悼惜。当派醇郡王奕譞、带领侍卫十员。前往奠醊。朕复亲临祭奠。本月初五日。朕再行亲往赐奠。用伸眷念优加至意。”，之后再次到公主府赐奠。葬京师郊外园寝。
同治元年三月，德穆楚克扎布請求将公主移葬藩部，惟慈安太后及慈禧太后因维持祖制而没有允许。德穆楚克扎布此后未曾再娶，并于同治四年去世，追赐亲王衔，与公主在京合葬。公主嗣子之子瑪什巴圖爾在奈曼部叫來河的北岸建造京式建築的奈曼王府，西配殿門中間繪張衡、屈原、孔子及李時珍四位名人。東配殿側翼處則繪《紅樓夢》中的探春及林黛玉等人物，體現了府主一家對漢族文化的欣賞和崇拜。